# 庞达村
庞达村是中华人民共和国西藏自治区日喀则市亚东县下亚东乡下辖的行政村，距离亚东县城35公里，海拔2073米，紧邻康布麻曲。庞达村是上海对口援建的边境小康示范村，由上海交通大学设计研究总院有限公司设计，是中国在洞朗地区首次建立的行政村。中印两军曾于2017年在村西部的山头发生洞朗对峙事件。

## 历史
2017年西藏自治区2017年印发了《西藏自治区边境地区小康村建设规划（2017-2020年）》，2019年8月起，上海交通大学设计研究总院与上海建工集团、中国宝武集团等公司开始建设庞达村，计划于2020年4月底完成样板房建设、5月10日前完成样板房周边配套建设、当年8月底完成全部建设任务。
2020年9月，庞达村一期工程完工；10月1日，西藏亚东县27户、124名农牧民从距庞达村直线距离近90公里、海拔4000余米的亚东县堆纳乡尚堆村搬迁至庞达村，正式入住；当月18日，举行开村仪式，有上海市委副书记、组织部长于绍良带队出席。
2021年6月24日，庞达村生态旅游合作社开业，开业前夕庞达地区遭受了大雨，无法运送物资，亚东出入境边防检查站清理落石、淤泥，疏通道路，引导车辆通过完成送达任务。

## 概况
庞达村建设面积6802.91平方米，依山傍水，设计上有“二轴三心三片区”的空间布局。村地块中间建设公共设施片区，南北各设置一个居民片区，每个片区以中央景观花园为中心，住宅以独栋形式于两侧依照地形偏转布置，形成了贯穿南北的中央景观轴线和村中央的公共服务轴线。村包含28栋居民建筑，每栋面积183平方米，均为藏式风格，采用装配式钢结构建设。
现时庞达村已有水电路讯网实现全覆盖，建有村委会、警务室等配套设施。现已有崭新的水泥路、广场、卫生室、幼儿园、超市、文化活动室、塑胶跑道等公共设施。庞达村因地制宜发展林下资源、鲑鱼养殖、大棚蔬菜种植等特色优势产业和旅游业，村民还享受每人每年12000元的边境补贴。2020年末，庞达村人均收入已达到19000元。

## 争议
2020年11月19日，中国官方组织“西藏共青团”发布迁居消息，称这些村民开启“守边固边兴边”新征程，这引发了印度媒体的关注，其认为中国在不丹境内修建了村庄；后中国外交部与不丹驻印度大使纳姆加尔（Vetsop Namgyel）表示“不丹境内没有中国村庄”，中国媒体认为是印度“炒作”“挑拨中不关系”。